# Roger McGuinn
James Roger McGuinn (kendt som Roger McGuinn, tidligere som Jim McGuinn, født James Joseph McGuinn III, den 13 juli 1942) er en amerikansk sanger, sangskriver og guitarrist. Han er mest kendt for at være forsanger og lead guitarrist for folk rock bandet The Byrds, som han var med til at danne i Los Angeles i 1964. 
McGuinn var Byrds' eneste gennemgående medlem fra dets grundlæggelse til dets opløsning. Et af bandets særlige kendetegn var McGuinns tolvstrengede Rickenbacker guitar, der frembragte en karakteristisk klingende lyd. 
Efter bruddet med Byrds udgav han flere soloalbums samt et par albums i samarbejde Gene Clark og/eller Chris Hillman.